# Supercoppa del Belgio 2007
La Supercopa del Belgio 2007 (in francese Supercoupe de Belgique, in fiammingo Belgische Supercup) è la 28ª edizione della Supercoppa del Belgio di calcio.
La partita fu disputata dall'Anderlecht, vincitore del campionato, e dal Club Bruges, vincitore della coppa nazionale.
L'incontro si giocò il 28 luglio 2007 e fu vinto dal Anderlecht, al suo ottavo titolo.

## Tabellino
| Arbitro: | Johan Verbisf |

|                                    |           |           |
| Boussoufa 4’ Mpenza 37’ Hassan 87’ | Marcatori | 48’ Đokić |